# Miroslav Šatan
Miroslav Šatan (* 22. října 1974 Topoľčany, Československo) je současný prezident Slovenského svazu ledního hokeje a bývalý slovenský profesionální hokejista hrající do roku 2014 v KHL za tým HC Slovan Bratislava. Nastupoval na pozici útočníka. Je vysoký 191 centimetrů, váží 87 kilogramů. V roce 2019 byl uveden do hokejové síně slávy.

## Hokejová kariéra
Svoji profesionální kariéru zahájil v roce 1992 v týmu československé ligy Dukla Trenčín. V roce 1993 byl draftován jako číslo 111 týmem Edmonton Oilers, za který hrál v letech 1995 až 1997. Následoval přestup do Buffalo Sabres, kde se stal celkem šestkrát nejlepším střelcem týmu v sezóně. Po výluce NHL v sezóně 2004–05 nastoupil do týmu New York Islanders.

## Hráčská kariéra

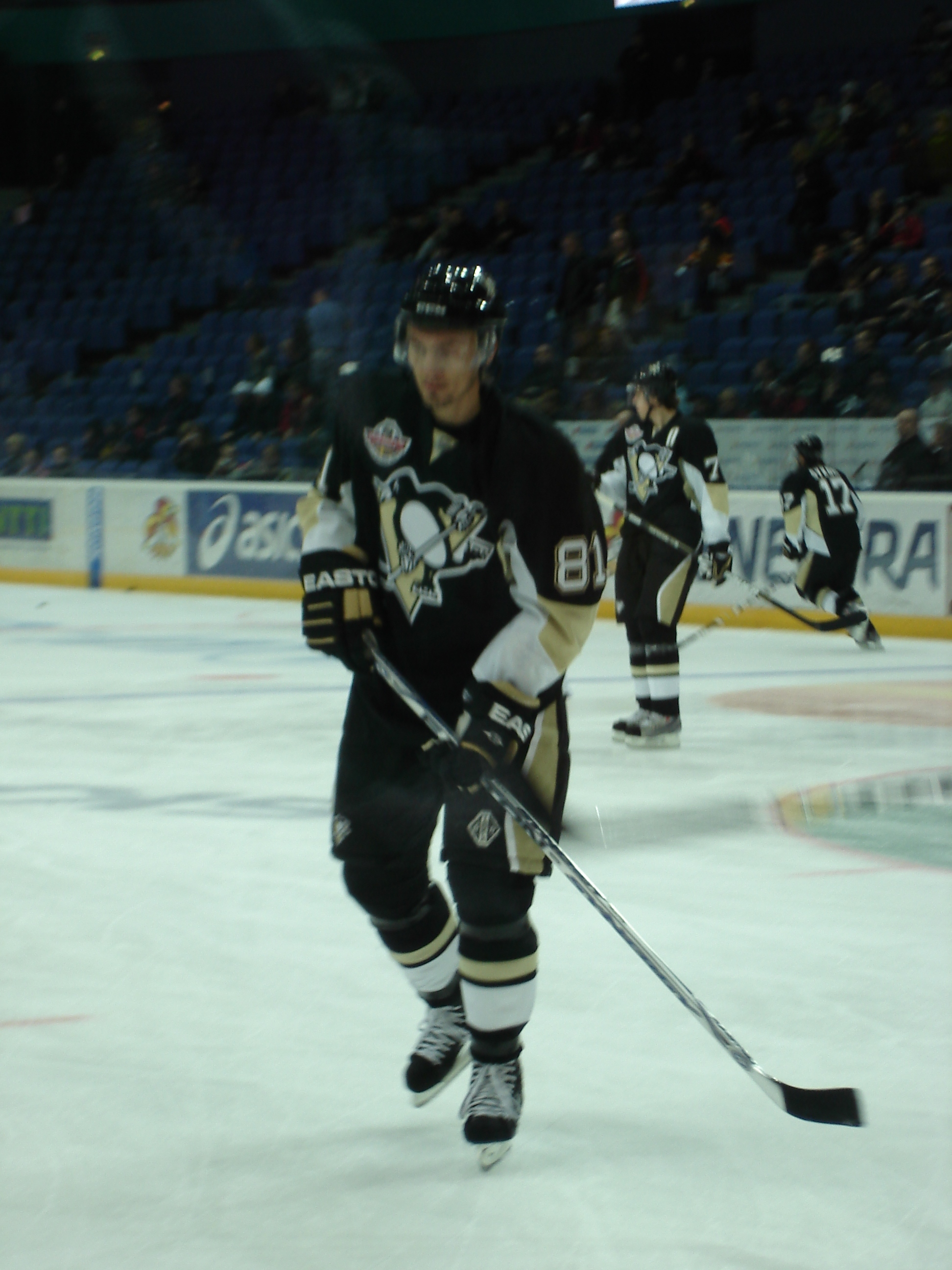
Miroslav Šatan v dresu Pittsburgh Penguins.

- 1991–1992 VTJ Topoľčany (1. liga)
- 1992–1993 Dukla Trenčín
- 1993–1994 Dukla Trenčín  Mistr Slovenska
- 1994–1995 Detroit Vipers (IHL), San Diego Gulls (IHL), Cape Breton Oilers (AHL), Detroit Falcons (CoHL)
- 1995–1996 Edmonton Oilers
- 1996–1997 Edmonton Oilers, Buffalo Sabres
- 1997–1998 Buffalo Sabres
- 1998–1999 Buffalo Sabres
- 1999–2000 Dukla Trenčín, Buffalo Sabres
- 2000–2001 Buffalo Sabres
- 2001–2002 Buffalo Sabres
- 2002–2003 Buffalo Sabres
- 2003–2004 HC Slovan Bratislava, Buffalo Sabres
- 2004–2005 HC Slovan Bratislava  Mistr Slovenska
- 2005–2006 New York Islanders
- 2006–2007 New York Islanders
- 2007–2008 New York Islanders
- 2008–2009 Pittsburgh Penguins Vítěz Stanley Cupu
- 2009–2010 Boston Bruins
- 2010–2011 HC Slovan Bratislava, OHK Dynamo Moskva (KHL)
- 2011–2012 HC Slovan Bratislava  Mistr Slovenska
- 2012–2013 HC Slovan Bratislava (KHL)
- 2013–2014 HC Slovan Bratislava (KHL)
- Konec hokejové kariéry[3]

### Konec hokejové kariéry
Po vyřazení reprezentačního týmu Slovenska na Mistrovství světa v Bělorusku (2014) ohlásil ve věku 39 let konec svojí hokejové kariéry.

## Reprezentace
Statistiky hráče na Mistrovstvích světa a Olympijských hrách:
| Turnaj             | Místo konání                            | Z   | G  | A  | B  | Umístění         | Soupisky          |
| ------------------ | --------------------------------------- | --- | -- | -- | -- | ---------------- | ----------------- |
| MS 1994 (skup.C/1) | Slovensko (Poprad a Spišská Nová Ves)   | 6   | 7  | 1  | 8  | Zlatá medaile    |                   |
| ZOH 1994           | Norsko (Lillehammer)                    | 8   | 9  | 0  | 9  | 6. místo         | Soupiska ZOH 1994 |
| MS 1995 (skup.B)   | Slovensko (Bratislava)                  | 7   | 7  | 6  | 13 | Zlatá medaile    |                   |
| MS 1996            | Rakousko (Vídeň)                        | 5   | 0  | 3  | 3  | 10. místo        | Soupiska MS 1996  |
| SP 1996            | Severní Amerika, Evropa                 | 3   | 0  | 0  | 0  | 7. místo         | Soupiska          |
| MS 2000 –          | Rusko(Petrohrad)                        | 9   | 10 | 2  | 12 | Stříbrná medaile | Soupiska MS 2000  |
| ZOH 2002 –         | USA (Salt Lake City)                    | 2   | 0  | 1  | 1  | 13. místo        | Soupiska ZOH 2002 |
| MS 2002 –          | Švédsko (Göteborg, Jönköping, Karlstad) | 9   | 5  | 8  | 13 | Zlatá medaile    | Soupiska MS 2002  |
| MS 2003 –          | Finsko (Helsinky)                       | 9   | 6  | 4  | 10 | Bronzová medaile | Soupiska MS 2003  |
| MS 2004 –          | Česko (Praha, Ostrava)                  | 9   | 4  | 4  | 8  | 4. místo         | Soupiska MS 2004  |
| SP 2004 –          | Severní Amerika, Evropa                 | 4   | 0  | 0  | 0  | 8. místo         | Soupiska          |
| MS 2005 –          | Rakousko (Vídeň, Innsbruck)             | 7   | 2  | 2  | 4  | 5. místo         | Soupiska MS 2005  |
| ZOH 2006 A         | Itálie (Turín)                          | 6   | 0  | 2  | 2  | 5. místo         | Soupiska ZOH 2006 |
| MS 2007 –          | Rusko (Moskva, Petrohrad)               | 7   | 1  | 7  | 8  | 6. místo         | Soupiska MS 2007  |
| ZOH 2010           | Kanada (Vancouver)                      | 5   | 1  | 1  | 2  | 4. místo         | Soupiska ZOH 2010 |
| MS 2010            | Německo (Kolín nad Rýnem a Mannheim)    | 2   | 0  | 0  | 0  | 12. místo        | Soupiska MS 2010  |
| MS 2011 A          | Slovensko (Bratislava, Košice)          | 6   | 3  | 2  | 5  | 10. místo        | Soupiska MS 2011  |
| MS 2012 A          | Finsko a Švédsko (Helsinky, Stockholm)  | 10  | 4  | 2  | 6  | Stříbrná medaile | Soupiska MS 2012  |
| MS 2013 –          | Švédsko a Finsko (Stockholm, Helsinky)  | 8   | 1  | 2  | 3  | 8. místo         | Soupiska MS 2013  |
| MS 2014 –          | Bělorusko (Minsk)                       | 7   | 1  | 2  | 3  | 9. místo         | Soupiska MS 2014  |
| Celkem na MS (14x) |                                         | 101 | 51 | 45 | 96 |                  |                   |
| Celkem na ZOH (4x) |                                         | 21  | 10 | 4  | 14 |                  |                   |